# Ried bei Gleißenberg
Ried bei Gleißenberg ist ein Gemeindeteil der Gemeinde Gleißenberg im Landkreis Cham des Regierungsbezirks Oberpfalz im Freistaat Bayern.

## Geografie
Ried bei Gleißenberg liegt 1 Kilometer südlich von Gleißenberg und von der durch Gleißenberg verlaufenden Staatsstraße 2154 am Fuß des Osthanges des 586 Meter hohen Birkenberges. Durch Ried fließt der Rieder Bach. Er entspringt am Nordosthang des Birkenberges und mündet 500 Meter östlich von Ried in den Hühnerbach.

## Name
Die Ortsnamenforschung kennzeichnet die auf -ried (auch: -reuth, -rieth) endenden Ortsnamen ebenso wie die auf -grün endenden als Ortsnamen der Rodungszeit im 13. und 14. Jahrhundert.
Ried als Ortsname ist sehr häufig. Allein im Landkreis Cham gibt es 6 Ortschaften mit dem Namen Ried. Schon früh wurde versucht diese Ortschaften durch Zusätze zu unterscheiden, im Fall der hier behandelten Ortschaft durch den Zusatz bei Gleißenberg. Diese Bezeichnung tritt bereits im Herzogsurbar des Wittelsbacher Heinrich XIII. aus dem Jahr 1301 auf: Ried bei Gleizzenberg.
Der Name Ried steht in Verbindung mit dem Namen Lixenried. Lixenried liegt gegenüber von Ried auf der östlichen Talseite auf dem Hang des 749 Meter hohen Geißriegels. Das Wort lixen bedeutet klein. Ried war die ursprüngliche Rodung von der aus der gegenüber liegende Bergwald um Lixenried gerodet wurde.

## Geschichte
Ried bei Gleißenberg (auch: Ried bei Gleizzenberg) wurde im Salbuch von 1273 erstmals schriftlich erwähnt. Es hatte eine Mühle und musste 12 Schilling 24 Pfennig Steuern zahlen (1 Schilling = 30 Pfennig). Im Herzogsurbar des Wittelsbacher Heinrich XIII. aus dem Jahr 1301 wurde Ried ebenfalls erwähnt.
Eine Karte aus dem 16. Jahrhundert zeigt Ried mit einer Mühle, die am Rieder Bach liegt.
Im 16. Jahrhundert verlief die Grenze zwischen dem Amt Waldmünchen und dem Amt Cham zwischen Berghof und Ried. Über den genauen Grenzverlauf kam es hin und wieder zu Grenzstreitigkeiten.
Ried gehörte zur Hofmark Ränkam, die 1570 erstmals in der Landtafel aufgeführt wurde. Noch im Steuerbuch von 1577 wurden Ränkam und Ried als zur Hofmark Arnschwang gehörig aufgezählt.
Im Dreißigjährigen Krieg wurde die Bevölkerung nicht nur von den feindlichen Truppen terrorisiert, sondern genauso von den eigenen Verbündeten. Im September des Jahres 1621, überschritten die kaiserlichen Truppen, geführt von Oberst von Anholt, die Grenze bei Furth im Wald und plünderten viele Ortschaften, darunter auch Ried, und ermordeten deren Bewohner auf grausame Weise, darunter den Pfarrer von Gleißenberg Leonhard Rödel. Der Dreißigjährige Krieg führte zu völliger Verarmung der Bevölkerung von Ried. 1640 musste Michael Ebner aus Ried sein Haus und den Feldbau (unbebaute Felder und Wiesen) aus Not für 2 Gulden 30 Kreuzer verkaufen.
Von 1715 bis 1801 war Ried abgabepflichtig zur Hofmark Ränkam. Besitzer der Hofmark waren die Freiherren Törring-Jettenbach. 1760 Jahrhunderts hatte Ried 11 Anwesen. Eigentümer waren Stützl, Asmückl, Gilg, Mühlbauer, Hallermayr, Lenz, Weber, Fuchsenbrenner und Schmatz. 1 Anwesen war das Hüthaus der Gemeinde.
1826 ging die Hofmark Ränkam in den Besitz des Staates über. 1828 hatte Ried 22 Wohnhäuser, 2 Schneider, 1 Schuster, 1 Wirtshaus, 1 Krämerei, 1 Metzgerei, 2 Pichler.
1808 wurde die Verordnung über das allgemeine Steuerprovisorium erlassen. Mit ihr wurde das Steuerwesen in Bayern neu geordnet und es wurden Steuerdistrikte gebildet. Dabei kam Ried zum Steuerdistrikt Ränkam. Der Steuerdistrikt Ränkam bestand aus den Ortschaften Ränkam, Rußmühle, Waradein, Ziegelhütte, Degelberg und Ried.
1820 wurden Ruralgemeinden gebildet. Bei dieser Gemeindebildung wurde großer Wert darauf gelegt, die Gemeinden so zu bilden, dass sie mit den Pfarrgemeinden zusammen fielen. Im Fall von Ried, das zur Pfarrgemeinde Gleißenberg gehörte, gab es Schwierigkeiten, weil Gleißenberg zum Landgericht Waldmünchen gehörte, Ried aber zum Landgericht Cham. Deshalb kam Ried zur Gemeinde Ränkam.
Gleißenberg war ebenfalls Ruralgemeinde, gehörte aber zum Landgericht Waldmünchen. Zur Ruralgemeinde Gleißenberg gehörten neben Gleißenberg mit 74 Familien der Weiler Kesselhütte mit 22 Familien und die Einöden Berghof mit 2 Familien und Hofmühl mit 1 Familie. Die Kesselhütte war eine Glashütte, die von 1804 bis in das 20. Jahrhundert hinein bestand, dann aber wüst fiel.
Ried bei Gleißenberg gehörte zunächst ab 1818 zur Gemeinde Ränkam. Am 13. März 1851 wurde Ried von Ränkam getrennt und zu einer eigenen Gemeinde erhoben. 1946 wurde die Gemeinde Ried aufgelöst, aus dem Landkreis Cham herausgetrennt, in den Landkreis Waldmünchen eingeordnet und der Gemeinde Gleißenberg angegliedert.
Die Gemeinde Gleißenberg konnte ihren Bestand über die Gebietsreform in Bayern in den Jahren 1971 bis 1980 hinüber retten. Sie bestand nun aus den Dörfern Gleißenberg und Ried und den Einöden Berghof und Hofmühle.
1949 wurde das Standesamt für Ried von Ränkam nach Gleißenberg verlegt. 1959 erhielt Ried eine zentrale Wasserversorgung.
1978 schlossen sich die Gemeinde Gleißenberg und die Gemeinde Weiding zu einer Verwaltungsgemeinschaft zusammen.
Ried bei Gleißenberg gehört zur Pfarrei Gleißenberg, Dekanat Cham. Es wurde im Pfarrverzeichnis der Pfarrei Gleißenberg von 1780 aufgeführt. Die Pfarrei Gleißenberg bestand zu dieser Zeit aus Gleißenberg, Lixenried, Bogen, Gschwand, Ried, Hofmühl, Berghof, Häuslarn, Bonholz und Eschlmais. Zur Pfarrei Gleißenberg gehörte die Filialkirche Geigant mit Sinzendorf, Zillendorf, Machtesberg, Katzbach, Kühnried, Lodischhof und Roßhöfe. 1997 hatte Ried bei Gleißenberg 181 Katholiken.

## Einwohnerentwicklung ab 1808
| Jahr | Einwohner   | Gebäude |
| ---- | ----------- | ------- |
| 1808 | 10 Familien | k. A.   |
| 1838 | 176         | 20      |
| 1861 | 186         | 57      |
| 1871 | 177         | 74      |
| 1885 | 151         | 26      |
| 1900 | 162         | 25      |
| 1913 | 146         | 24      |

| Jahr | Einwohner | Gebäude |
| ---- | --------- | ------- |
| 1925 | 153       | 26      |
| 1950 | 191       | 31      |
| 1961 | 156       | 33      |
| 1970 | 148       | k. A.   |
| 1987 | 202       | 49      |
| 2011 | 179       | k. A.   |

## Sage
Bis in die heutige Zeit hat sich die Sage erhalten, dass es vor dem Dreißigjährigen Krieg in Ried ein Frauenkloster gab, das ausgehend von Chammünster gegründet und im Dreißigjährigen Krieg zerstört wurde. Für die Existenz dieses Klosters lassen sich jedoch keine historischen Quellen finden.

## Münzfund
1936 wurde in Ried beim Abbruch eines Hauses unter den Fußbodenbrettern ein Tongefäß mit Reichstalern aus dem letzten Drittel des 16. Jahrhunderts gefunden.

## Bürgermeister der ehemaligen Gemeinde Ried
Die Bürgermeister der Gemeinde Ried von 1851 bis 1946 waren:
- Schmitzberger
- Augustin Christl
- Peter Hastreiter
- Adam Gietl
- Wolfgang Mückl
- Josef Hastreiter
- Wolfgang Mückl
- Josef Lecker
- Michl Vogl
- Arnulf Schmitzberger
- Alois Schwägerl

Der Bürgermeister Josef Lecker wurde zusammen mit seinen Gemeinderäten bei der Machtübernahme durch die Nationalsozialisten für 3 Tage in Furth im Wald eingesperrt und abgesetzt.

## Freiwillige Feuerwehr Ried
Die Freiwillige Feuerwehr Ried wurde 1875 gegründet. Schon 1901 musste sie, ausgerüstet mit einer Handdruckspritze, einen großen Ortsbrand löschen. 1926 schaffte sie eine Fahne an und 1960 eine Motorspritze.